# Гастер, Мозес
Мозес (Моисей) Гастер (16 сентября 1856, Бухарест, Трансильвания — 5 марта 1939, Абингдон) — еврейский учёный и фольклорист, религиозный деятель, главный раввин (хахам) сефардской общины Англии (1887—1918). Доктор философии (1876). Отец библеиста Теодора Гастера.

## Биография
Родился в уважаемой еврейской семьи в Бухаресте, его дед был основателем синагоги, а отец — голландским консулом в Румынии. С 1876 года обучался в Еврейской теологической семинарии в Бреслау у Генриха Греца и Захарии Франкеля. Затем, одновременно изучал востоковедение, лингвистику и библеистику в университете Бреслау.
В 1876 году получил степень доктора философии, а в 1881 году — раввинский диплом.
В 1878 году был членом комитета в Берлине, который проводил кампанию за освобождение евреев в Румынии.
В 1883 году издал в Бухаресте «Историю румынской народной литературы». Одним из главнейших трудов М. Гастера, над которым он работал около 10 лет, является румынская хрестоматия с глоссарием, включающая период от истоков румынской литературы до 1830 г.
В течение четырех лет (1881—1885) М. Гастер был преподавателем румынского языка и литературы в Бухарестском университете, одновременно занимая должности главного учебного инспектора и члена экзаменационной комиссии для учителей. Тогда же он читал лекции ο румынских апокрифах, рукописи которых им были открыты.
Вместе с тем М. Гастер составил несколько богослужебных книг для румынско-еврейских общин, перевёл на румынский язык молитвослов и написал краткое руководство библейской истории.
В 1885 г. М. Гастер из-за публичного протеста против антиеврейской политики румынского правительства вынужден был покинуть Румынию и отправиться в Лондон, где занял должность преподавателя славянских литератур в Оксфордском университете (в 1886 г. его лекции были изданы под заглавием «Greco-Slavonic Literature»). Уже через пять лет румынское правительство предложило ему возвратиться на родину, но он отклонил это предложение.
В 1895 году М. Гастер по инициативе того же правительства составил очерк ο постановке учебного дела в Англии; эта интересная работа послужила основанием реформы всего учебно-воспитательного дела в Румынии.
В 1887 г. Гастер получил должность хахама сефардской общины в Лондоне.
Занимался исследованиями еврейской народной литературы в таких произведениях, как «Basme și istorii talmudice», «Tractatul talmudic», «Legende talmude» и «Legende românești» и др. В «Еврейской энциклопедии» ему принадлежит ряд ценных статей, преимущественно по фольклору.
Состоял в ряде учёных обществ. Занимал пост президента Британского фольклорного общества в 1907—1909 гг. В марте 1929 года был избран почётным членом Румынской академии. Был президентом Еврейского исторического общества и вице-президентом Королевского азиатского общества Великобритании и Ирландии.
Один из видный деятелей Ховевей Цион. М. Гастер известен также как один из руководителей сионистского движения в Англии. Ещё проживая в Румынии, он принял живое участие в палестинофильском движении 1880-х годов, инициировал и способствовал устройству первой земледельческой колонии в Палестине — Зихрон-Яаков.
На первом Всемирном сионистском конгрессе в 1897 г. он был избран товарищем (заместителем) председателя. На многих из последующих конгрессов М. Гастер выступал в качестве докладчика. На VI конгрессе объявил себя сторонником Угандийского плана, и с тех пор престиж его упал в глазах палестинских сионистов («Zion Zione»), одержавших верх над своими противниками.
В 1936 году передал Румынской академии свою богатую коллекцию старых книг и рукописей, представляющих интерес для Румынской науки.

## Избранные сочинения
- «Jewish Folklore in thе Middle Ages» (1887);
- «The Sword of Moses»", извлечение из древней рукописи, посвященной вопросам магии, с вступительною статьею, переводом и указателем (1896);
- «The Chronicles of Jerahmeel» (1899);
- «History of thе ancient synagogue of thе Spanish and Portuguese Jews», в память 200-летия «Bevis Marks Synagogue» (1901).
- «Beiträge zur vergleichenden Sagenund Märchenkunde» (в Monatsschrift, XXIX, 35 sqq.);
- «Ein Targum der Amidah» (там же, ХХХІХ, 79 sqq.);
- «The Apocalypse of Abraham from thе Roman text» (в Transactions of thе Royal Asiatic Society, IX, 195);
- «The unknown Hebrew versions of the Tobit legend» (там же 1897, 27);
- «The oldest version of Midrash Meghillah» (в Kohut Memorial-Volume);
- «Hebrew text of one of the Testaments of the Twelve Patriarchs» (в Proceedings of the Society of Biblic. Archeol., XVI, 33 sqq.);
- «Contributions to the history of Ahikar and Nadam» (в Transactions of the Royal Asiatic Society, 1900, 301);
- «Das Buch Josua in hebr.-samarit. Recension, entdeckt u. zum ersten Male herausg.» (в Z. D. M. Gr.).